# Duhovna obnova grada Rijeke
Duhovna obnova grada Rijeke je katolički projekt duhovne obnove hrvatskoga grada Rijeke. Prilika je za obnovu srca i duha. Projekt je stavljen je pod nebesku zaštitu sv. Vida, zaštitnika grada Rijeke i Riječke nadbiskupije te zagovor Gospe Trsatske – čuvarice Grada Rijeke, i zagovor riječkih službenika Božjih – majke Marije Krucifikse Kozulić i fra Ante Josipa Tomičića.
Nakon smrti fra Zvjezdana Linića koji je mnoge okupio, Duhovna obnova grada Rijeke u gradu Rijeci nije se održala više od 10 godina. Prva je nakon te stanke bila je tek 2017. godine.
Prije održavanja duhovne obnove održani su pripremni susreti. Četvrti je održan u svetištu Majke Božje Snježne u Ličkom polju. U Lič je došao Obiteljski vlak i bila je procesija s Gospinim kipom. Ovo je bila tek druga procesija Majci Božjoj Snježnoj u organizaciji Riječke nadbiskupije. Prva je bila davne 1969., a predvodio ju je nadbiskup Josip Pavlišić. 
Vrhunac susreta 2017. bilo je euharistijsko slavlje koje je u svetištu predvodio riječki nadbiskup Ivan Devčić, koji je u prigodnoj propovijedi istaknuo ulogu oca i majke u obitelji te ljepotu otvorenosti životu. Popodnevni dio programa predvodio voditelj nadbiskupijskog Ureda za obitelj mons. Ivan Nikolić, koji je obitelji potaknuo na međusobno zajedništvo, pratnju i povezivanje kroz obiteljske zajednice u župi. Program su obogatili i animatori iz zajednica mladih Riječke nadbiskupije. Zajednički dio programa za djecu i roditelje zaključen je svečanom molitvom Večernje. Predvodili su ju riječki bogoslovi.
Mjesto održavanja trodnevne duhovne obnove grada Rijeke Rijeka milosti u luci zajedništva bilo je od 9. do 11. lipnja 2017. godine u Dvorani mladosti na Trsatu za sve vjernike Riječke nadbiskupije.
Propovijedatelj duhovne obnove 2017. bio je poznati duhovnik iz Splita je fra Ante Vučković. Liturgijsko pjevanje animirao je združeni zbor svetišta Majke Božje Trsatske i Zbor mladih Riječke nadbiskupije. Fra Ante Vučković održao je kateheze o produbljivanju vjere kroz različita razdoblja Isusova života, istaknuo važnost i nužnost sudjelovanja na duhovnim obnovama, osobito u vremenu kada ljudi vape za duhovnošću.
9. lipnja održan je prvi nagovor 'Isus kao dijete – izvor rijeke – djeca i mladi' nakon čega je bila molitva krunice i Euharistijsko slavlje, a sve je završilo klanjanjem pred Presvetim. 10. lipnja održala su se prijepodne dva nagovora, 'Sveta Obitelj – razvijanje toka rijeke – obitelji' i 'Isusovo javno djelovanje – riječne bujice – zreli Kršćanin' te moljenje krunice. Popodne je bio drugi dio programa koji je počeo s pokorničkim bogoslužjem, zatim četvrta kateheza 'Isusova muka i smrt – poniranje rijeke – čovjekove boli, tjeskobe i smrt', prigodna svjedočanstva i Euharistijsko slavlje. Navečer se održala glazbeno – scenska predstava, a program je završio Marijanskim bdijenjem i procesijom do Svetišta Gospe Trsatske povodom 650. obljetnice Gospine slike. 11. lipnja prijepodne je bio posljednji nagovor, 'Isusovo uskrsnuće i slava Svetog Trojstva – delta rijeke – Čovjekov život u punini i uskrsnuće', a svečani završetak bilo je Euharistijsko slavlje u podne, koje je predvodio riječki nadbiskup mons. dr. Ivan Devčić.

## Izjave
S Duhovne obnove 2017.:

## Vanjske poveznice
- Laudato TV, YouTube NAJAVA: #DOGRI - Duhovna obnova grada Rijeke
- Rijeka milosti u luci zajedništva Facebook, pokrenuto studenoga 2016.
- Duhovna obnova grada Rijeke Facebook
- Hrvatski radio Radio Rijeka  Arhivirana inačica izvorne stranice od 17. veljače 2021. (Wayback Machine) Saša Vuksan: Duhovna obnova: "Rijeka milosti u luci zajedništva" i audiosnimak Nela Puljić o procesiji, pripremio Saša Vuksan, 12. prosinca 2016.